# Gymnelia abdominalis
Gymnelia abdominalis är en fjärilsart som beskrevs av Rothschild 1931. Gymnelia abdominalis ingår i släktet Gymnelia och familjen björnspinnare. Inga underarter finns listade i Catalogue of Life.